# Boops lineatus
Boops lineatus  — один з двох видів роду Бопс (Boops), родини спарових. Риба сягає 25 см довжини. Зустрічається біля берегів Ємену, у Оманській затоці.